# Asemostera janetae
Asemostera janetae là một loài nhện trong họ Linyphiidae. Loài này được phát hiện ở Peru, Bolivia và Argentina.